# لويد الكسندر
لويد الكسندر (بالإنجليزية: Lloyd Chudley Alexander )‏ (و. 1924 – 2007 م) هو كاتب، وروائي، وكاتب للأطفال أمريكي، ولد في فيلادلفيا ، توفي عن عمر يناهز 83 عاماً، بسبب سرطان.

## التعليم
تعلم في جامعة باريس.

## الخدمة العسكرية
خدم في القوات البرية للولايات المتحدة.

## جوائز
حصل على جوائز منها:
- جائزة جرانجر الفضية  [لغات أخرى]‏ (1981)
- جائزة نيوبري.

## وصلات خارجية
- لويد الكسندر على موقع IMDb (الإنجليزية)
- لويد الكسندر على موقع ميوزك برينز (الإنجليزية)
- لويد الكسندر على موقع إن إن دي بي (الإنجليزية)
- لويد الكسندر على موقع ديسكوغز (الإنجليزية)
- لويد الكسندر على موقع قاعدة بيانات الفيلم (الإنجليزية)
- لويد الكسندر في قاعدة بيانات الأفلام على الإنترنت